# Navigație la Jocurile Olimpice de vară din 2020 – Clasa 49er masculin
Proba masculină de navigație clasa 49er de la Jocurile Olimpice de vară din 2020 a avut loc în perioada 27 iulie-2 august 2021 la Enoshima Yacht Harbor, fiind programate să aibă loc 11 curse. 

## Program
| Mar 27 iul | Mie 28 iul              | Joi 29 iul      | Vin 30 iul              | Sâm 31 iul                 | Dum 1 aug    | Lun 2 aug            |
| ---------- | ----------------------- | --------------- | ----------------------- | -------------------------- | ------------ | -------------------- |
| Cursa 1    | Cursa 2 Cursa 3 Cursa 4 | Cursa 5 Cursa 6 | Cursa 7 Cursa 8 Cursa 9 | Cursa 10 Cursa 11 Cursa 12 | Zi de odihnă | Cursa pentru medalii |

## Rezultate
| Loc | Sportiv                            | Țară                       | I   | II  | III     | IV     | V       | VI      | VII    | VIII    | IX     | X   | XI  | XII | Cursa pentru medalii | Total | Puncte |
| --- | ---------------------------------- | -------------------------- | --- | --- | ------- | ------ | ------- | ------- | ------ | ------- | ------ | --- | --- | --- | -------------------- | ----- | ------ |
| 1   | Dylan Fletcher Stuart Bithell      | Australia                  | 2   | 8   | 4       | 1      | 12      | 2       | 2      | †16     | 3      | 9   | 6   | 7   | 1                    | 74    | 58     |
| 2   | Peter Burling Blair Tuke           | Noua Zeelandă              | †12 | 3   | 7       | 2      | 10      | 1       | 3      | 6       | 2      | 5   | 2   | 11  | 3                    | 70    | 58     |
| 3   | Erik Heil Thomas Plößel            | Germania                   | 3   | 13  | 5       | †14    | 2       | 3       | 1      | 7       | 11     | 2   | 14  | 5   | 2                    | 84    | 70     |
| 4   | Diego Botín Iago López             | Spania                     | 5   | 1   | 2       | 5      | 4       | 10      | †15    | 2       | 5      | 4   | 12  | 6   | 7                    | 85    | 70     |
| 5   | Jonas Warrer Jakob Precht Jensen   | Danemarca                  | 6   | 5   | 10      | 3      | 1       | 4       | 6      | 4       | 14     | †15 | 5   | 8   | 8                    | 87    | 82     |
| 6   | Bart Lambriex Pim van Vugt         | Olanda                     | †14 | 2   | 3       | 7      | 6       | 7       | 13     | 14      | 7      | 6   | 7   | 3   | 6                    | 101   | 87     |
| 7   | Jorge Lima José Costa              | Portugalia                 | 11  | 6   | 9       | 6      | 5       | †20 UFD | 5      | 10      | 1      | 11  | 4   | 4   | OCS                  | 114   | 94     |
| 8   | Šime Fantela Mihovil Fantela       | Croația                    | 4   | 14  | 8       | 13 STP | 13      | 6       | 14     | 3       | †20 DS | 1   | 10  | 2   | 9                    | 126   | 106    |
| 9   | Łukasz Przybytek Paweł Kołodziński | Polonia                    | 9   | 7   | 15      | †18    | 7       | 8       | 7      | 1       | 13     | 17  | 1   | 15  | 4                    | 126   | 108    |
| 10  | Benjamin Bildstein David Hussl     | Austria                    | 10  | †17 | 6       | 4      | 9       | 9       | 10     | 5       | 16     | 7   | 15  | 13  | 5                    | 131   | 114    |
| 11  | Leo Takahashi Ibuki Koizumi        | Japonia                    | †17 | 11  | 13      | 11     | 15      | 11      | 4      | 12      | 4      | 8   | 3   | 16  | -                    | 125   | 108    |
| 12  | Will Phillips Sam Phillips         | Australia                  | 7   | 4   | 1       | 8      | 11      | 15      | 16     | †20 UFD | 18     | 14  | 8   | 9   | -                    | 131   | 111    |
| 13  | Robert Dickson Sean Waddilove      | Irlanda                    | 1   | 12  | 11      | 12     | †20 DS  | 20 DS   | 8      | 18      | 8      | 3   | 17  | 1   | -                    | 132   | 112    |
| 14  | Sébastien Schneiter Lucien Cujean  | Elveția                    | 16  | 10  | 14      | 10     | 3       | †20 UFD | 9      | 9       | 9      | 18  | 13  | 12  | -                    | 143   | 123    |
| 15  | Lucas Rual Emile Amoros            | Franța                     | 15  | 9   | †16     | 15     | 8       | 13      | 11     | 15      | 10     | 12  | 16  | 10  | -                    | 150   | 134    |
| 16  | Marco Grael Gabriel Borges         | Brazilia                   | 8   | 16  | 12      | 9      | †20 DSQ | 20 DSQ  | 20 UFD | 8       | 6      | 19  | 11  | 18  | -                    | 167   | 147    |
| 17  | Ganapathy Kalapanda Varun Thakkar  | India                      | 18  | 18  | 17      | †19    | 14      | 5       | 17     | 11      | 15     | 16  | 9   | 14  | -                    | 173   | 154    |
| 18  | Benjamin Talbot Alex Burger        | Africa de Sud              | 13  | 15  | 18      | 17     | 17      | 14      | 12     | 13      | 17     | 10  | †19 | 17  | -                    | 182   | 163    |
| 19  | William Jones Evan DePaul          | Statele Unite ale Americii | 19  | 19  | †20 UFD | 16     | 16      | 12      | 18     | 17      | 12     | 15  | 18  | 19  | -                    | 201   | 181    |

Legendă
BFD-descalificare steag negru; DS-descalificare; UFD - descalificare steag "U"; † - cursa nu e luată în considerare la rezultatul final